# Cerro Zapaleri
Cerro Zapaleri – wulkan, którego szczyt jest punktem styku granic trzech południowoamerykańskich państw: Argentyny, Boliwii i Chile. W jego okolicy przebiega szereg regionalnych linii kolejowych. Wulkan znajduje się na terytoriach departamentu Potosí (Boliwia), prowincji Jujuy (Argentyna) i regionu Antofagasta (Chile). Powstał  2,89 miliona lat temu. Jego podstawa złożona jest ze skał kredowych i trzeciorzędowych, które uległy deformacjom tektonicznym. Stwierdzono tu występowanie andezytu, bazaltu, dacytu i ryolitu. Spotykane są też skały późnokredowe i plejstoceńskie skały szoszonitowe.
Boliwijska część wulkanu znajduje się pod ochroną Narodowego Rezerwatu Fauny Andyjskiej im. Eduardo Avaroi. Ponadto znajduje się w pobliżu sektora Salar de-Tara-Salar de Aguas Calientes, który jest częścią Narodowego Rezerwatu Przyrody Los Flamencos w Chile.
Masyw Zapaleri jest głównym źródłem obsydianu, który w trakcie badań archeologicznych został zlokalizowany w promieniu 350 km. Źródło obsydianu jest zlokalizowane na boliwijskiej stronie w pobliżu jeziora Laguna Blanca. Innym źródłem obsydianu dla tego terenu była góra Solterio. Obsydianowe artefakty pochodzące z tego rejonu były znajdowane na inkaskich oraz jeszcze wcześniejszych stanowiskach archeologicznych.